# Fin Fang Foom
 (mai 2013).
Si vous disposez d'ouvrages ou d'articles de référence ou si vous connaissez des sites web de qualité traitant du thème abordé ici, merci de compléter l'article en donnant les références utiles à sa vérifiabilité et en les liant à la section « Notes et références ».
Fin Fang Foom est un super-vilain évoluant dans l'univers Marvel de la maison d'édition Marvel Comics. Créé par le scénariste Stan Lee et le dessinateur Jack Kirby, le personnage de fiction apparaît pour la première fois dans le comic book Strange Tales (vol. 1) #89 en octobre 1961.
Le personnage a été décrit comme une créature extraterrestre ressemblant à un dragon.
Ce personnage est précurseur de la plupart des super-héros qui ont rendu célèbre l'univers Marvel mais, après une redéfinition rétroactive de continuité, il est devenu un personnage secondaire des aventures du héros Iron Man.

## Biographie du personnage

### Origines
Fin Fang Foom est un extraterrestre à l’apparence draconique venu de la planète Maklu IV, du système Maklu dans le Grand Nuage de Magellan. Il faisait partie d'un équipage parti conquérir d'autres planètes habitables. Les êtres draconiques atterrirent dans l'ancienne Chine et utilisèrent leur pouvoir de métamorphose pour se dissimuler dans la population et l'étudier de près. Pour préserver leur force, Foom est désigné pour rester en stase, grâce à une herbe spéciale.
On sait qu'il a été réveillé une fois, au VIIIe siècle, avant de se rendormir. À cette occasion, il aurait affronté le dieu Thor.

### Parcours
Lors de sa première apparition, Fin Fang Foom est éveillé par le jeune Chan Liuchow qui se sert de lui pour vaincre l'armée Communiste. Le jeune chinois le piège de nouveau et le fait retourner dans sa caverne, où il l'endort grâce à une herbe spéciale.
Il est bientôt découvert par le Collectionneur, un des Doyens de l'Univers et capturé pendant son sommeil pour faire partie de la collection de monstres subterrestres du Collectionneur. Libéré par l'Homme-Taupe, il affronte plus tard les jeunes Quatre Fantastiques, qui le laissent sur l'Île aux Monstres. Mais Foom retourne peu après dans sa caverne pour continuer son sommeil.
Il est réveillé deux fois de plus pour combattre des ennemis.
Un jour, un chinois découvre le vaisseau enterré des Makluans, dans lequel il s'empare de dix anneaux de pouvoir, devenant grâce à ceux-ci le Mandarin.
Des années plus tard, le Mandarin est amené dans la Vallée du Dragon Endormi par un vieux sage (qui n'est autre que le capitaine Makluan transformé). Il réveille Foom et l'utilise pour menacer le gouvernement chinois. Quand les Makluans se regroupent et reprennent leur forme véritable pour lancer leur conquête, le Mandarin s'aperçoit qu'il a été dupé ; il s'allie à son ennemi de toujours Iron Man pour vaincre les extraterrestres, qui sont tous annihilés.
Même si son corps est détruit, l'esprit de Foom survit et s'incarne dans une statue de dragon tout juste volée à New York par un jeune homme nommé Billy Yuan. Se servant de ses pouvoirs, Foom invoque des milliers de lézards et les fusionne avec le corps de Yuan pour se recréer un corps. Mais Iron Man le bat une nouvelle fois.
Désormais seul sur Terre, il décide de devenir plus humain et devient bouddhiste pendant un temps. Mais il revient vite à sa vraie nature et devient l'instrument de destruction de la Beyond Corporation. Il est finalement vaincu par Nextwave.

## Pouvoirs et capacités
Fin Fang Foom est un Makluan, un extraterrestre ressemblant aux dragons orientaux des légendes chinoises, mais possédant des ailes qui lui permettent de voler. Capable de souffler le feu et l'acide, il se sert de sa longue queue pour écraser ses adversaires.
Sous toutes ses formes, il excelle dans le combat au corps à corps.
- La force de Fin Fang Foom est surhumaine. Elle n'a pas été définie avec précision, mais le personnage a pu tenir tête à Iron Man, Thor ou Hulk.
- Sa peau écailleuse le protège des armes conventionnelles, mais aussi du feu, de l'électricité, des maladies et de l'acide. Ses oreilles sont recouvertes d'une épaisse membrane le protégeant contre les attaques soniques. Ses ongles sont assez solides pour trancher du béton armé sans aucun effort.
- Il peut cracher un souffle enflammé, ou un nuage acide très corrosif pour le métal.
- Il possède une capacité de métamorphose lui permettant aussi de réduire sa taille et possède aussi une résistance naturelle à la magie.
- C'est un télépathe de faible niveau, pouvant juste communiquer avec autrui. En se concentrant et en maintenant un contact visuel avec son opposant, il peut détecter les mensonges.

Malgré son endurance terrifiante et une capacité de guérison accrue, il doit régulièrement hiberner, parfois pendant plusieurs siècles, afin de maintenir un niveau d'énergie constant à son réveil. Il est aussi très vulnérable à certaines espèces d'herbes.